# Maldane atlantica
Maldane atlantica är en ringmaskart som beskrevs av McIntosh 1885. Maldane atlantica ingår i släktet Maldane och familjen Maldanidae. Inga underarter finns listade i Catalogue of Life.